# Estadi Nacional de Cap Verd
L'Estadi Nacional de Cap Verd (Estádio Nacional de Cabo Verde) és un estadi polivalent de Praia, a Cap Verd. S'utilitza principalment per partits de futbol, és l'estadi local de la selecció nacional de futbol de cap Verd. L'estadi té una capacitat de 15.000 persones. El propietari és el govern de Cap Verd, i el gestiona una Comissió fixada per l'administració.
Finançat pel govern xinès, les obres de l'edifici van començar l'octubre de 2010, amb l'objectiu d'acabar el juny de 2012. Hi va haver un retard de 15 mesos perquè es decidí incrementar el nombre de seients de 10.000 a 15.000, el que obligà a ajornar la data d'inauguració prevista per l'octubre de 2013. Finalment l'estadi es va obrir l'agost de 2014.